# Воронин, Станислав Николаевич
Станислав Николаевич Воронин (25.11.1930 — 10.08.2009) — советский и российский конструктор вооружений, лауреат Ленинской и Государственной премий.

## Биография
Родился 25.11.1930 в Ярославле. Окончил Ленинградский кораблестроительный институт (1954) по специальности «инженер-механик».
С 1954 г. работал во ВНИИ экспериментальной физики (ВНИИЭФ, г. Саров Горьковской (Нижегородской) области), с 1990 г. — первый заместитель главного конструктора, 1991—2001 — главный конструктор ВНИИЭФ.
Кандидат технических наук (1963). Научные интересы: механика и прочность, ядерная физика.
Участвовал в разработках зарядных отделений торпеды Т-5 и АСБЗО, боевых частей крылатых ракет ФКР-1, К-10, Х-22, П-5, П-6, П-20, ракет Р-5М, Р-11, Р-11ФМ, Р-12 «Марс», «Филин», первой межконтинентальной баллистической ракеты Р-7, первой ядерной боевой части для зенитной ракеты 215 и последующих. Под его руководством и при его участии созданы и переданы в серийное производство около 30 новых зарядов для крылатых ракет ВВС, ВМФ, торпедного оружия, комплексов ПВО.
Член-корреспондент Российской академии ракетных и артиллерийских наук (1996).
Награды:
- 1956 — медаль «За трудовое отличие»;
- 1960 — Ленинская премия (за разработку и постановку на вооружение первой термоядерной головной части МБР Р-7);
- 1962 — орден Ленина;
- 1971 — орден Октябрьской Революции;
- 1981 — Государственная премия СССР;
- 21.06.1996 — Заслуженный конструктор РФ.